# Ekspres Lwów
Ekspres Lwów (ukr. Хокейний клуб «Експрес» Львів) – ukraiński klub hokejowy z siedzibą we Lwowie.

## Historia
Klub został założony w 2008 jako Ekspres Lwów.
W sezonie 2008/09 występował w ukraińskiej Wyższej Lidze.

## Sukcesy
- 2. miejsce w Zachodniej Dywizji Mistrzostw Ukrainy (1 raz): 2009